# Vania Kingová
Vania Kingová (* 3. února 1989, v Monterey Park, Kalifornie, USA) je bývalá americká profesionální tenistka, vítězka dvou grandslamů ve čtyřhře na Wimbledonu 2010 a US Open 2010, kde byla její spoluhráčkou Kazaška Jaroslava Švedovová. Spolu s Brazilcem Marcelem Melem také hrála finále smíšené čtyřhry na French Open 2009.
Na žebříčku WTA pro dvouhru byla nejvýše klasifikovaná na 50. místě (6. listopadu 2006) a pro čtyřhru na 4. místě (13. září 2010). K září 2010 na okruhu WTA vyhrála jeden turnaj ve dvouhře a dvanáct ve čtyřhře, na okruhu ITF pak dva v deblu.
Její rodiče se do USA přestěhovali v roce 1982.

## Finálové účasti v turnajích Grand Slamu

### Ženská čtyřhra: 3 (2–1)
| Stav       | rok  | turnaj    | povrch | spoluhráčka         | soupeřky ve finále                | výsledek                |
| ---------- | ---- | --------- | ------ | ------------------- | --------------------------------- | ----------------------- |
| Vítězka    | 2010 | Wimbledon | tráva  | Jaroslava Švedovová | Jelena Vesninová Věra Zvonarevová | 7–6(8–6), 6–2           |
| Vítězka    | 2010 | US Open   | tvrdý  | Jaroslava Švedovová | Liezel Huberová Naděžda Petrovová | 2–6, 6–4, 7–6(7–4)      |
| Finalistka | 2011 | US Open   | tvrdý  | Jaroslava Švedovová | Liezel Huberová Lisa Raymondová   | 6–4, 6–7(5–7), 6–7(3–7) |

### Smíšená čtyřhra: 2 (0–1)
| Stav       | rok  | turnaj      | povrch | spoluhráč    | soupeři ve finále         | výsledek              |
| ---------- | ---- | ----------- | ------ | ------------ | ------------------------- | --------------------- |
| Finalistka | 2009 | French Open | antuka | Marcelo Melo | Liezel Huberová Bob Bryan | 7–5, 6–7(5–7), [7–10] |

## Finálové účasti na turnajích WTA (21)

### Dvouhra - výhry (1)
| Legenda: Před 2009    | Legenda: Od 2009      |
| --------------------- | --------------------- |
| Grand Slam (0)        |                       |
| WTA Championships (0) |                       |
| Tier I (0)            | Premier Mandatory (0) |
| Tier II (0)           | Premier 5 (0)         |
| Tier III (1)          | Premier (0)           |
| Tier IV & V (0)       | International (0)     |

| Č. | Datum          | Turnaj           | Povrch | Soupeřka ve finále     | Výsledek      |
| 1. | 15. říjen 2006 | Bangkok, Thajsko | tvrdý  | Tamarine Tanasugarnová | 2-6, 6-4, 6-4 |

### Čtyřhra - výhry (12)
| Legenda                     |
| Kategorie Tier I (1)        |
| Kategorie Tier III (4)      |
| Kategorie Tier IV (1)       |
| Kategorie Premier (0)       |
| Kategorie International (3) |

| Č.  | Datum            | Turnaj              | Povrch    | Partnerka              | Soupeřky ve finále                              | Výsledek          |
| 1.  | 8. říjen 2006    | Tokio, Japonsko     | tvrdý     | Jelena Kostanićová     | Čuang Ťia-žung Čan Jung-žan                     | 7-6(2), 5-7, 6-2  |
| 2.  | 15. říjen 2006   | Bangkok, Thajsko    | tvrdý     | Jelena Kostanićová     | Natalie Grandinová Mariana Diazová-Olivová      | 7-5, 2-6, 7-5     |
| 3.  | 20. květen 2007  | Fès, Maroko         | antuka    | Sania Mirzaová         | Anastasia Rodionovová Andreea Ehrittová-Vancová | 6-1, 6-2          |
| 4.  | 23. září 2007    | Kalkata, Indie      | tvrdý (h) | Alla Kudrjavcevová     | Maria Korytcevová Alberta Briantiová            | 6-1, 6-4          |
| 5.  | 21. září 2008    | Tokio, Japonsko     | tvrdý     | Naďa Petrovová         | Lisa Raymondová Samantha Stosurová              | 6-1, 6-4          |
| 6.  | 2. listopad 2008 | Quebec, Kanada      | tvrdý (h) | Anna-Lena Grönefeldová | Jill Craybasová Tamarine Tanasugarnová          | 7-6(3), 6-4       |
| 7.  | 10. leden 2009   | Brisbane, Austrálie | tvrdý     | Anna-Lena Grönefeldová | Klaudia Jansová Alicja Rosolská                 | 3-6, 7-5, 10-5    |
| 8.  | 20. září 2009    | Quebec, Kanada      | tvrdý (h) | B. Záhlavová-Strýcová  | Sofia Arvidssonová Séverine Brémondová          | 6-1, 6-3          |
| 9.  | 20. únor 2010    | Memphis, USA        | tvrdý (h) | Michaëlla Krajiceková  | B. Matteková-Sandsová Meghann Shaughnessyová    | 7-5, 6-2          |
| 10. | 22. květen 2010  | Strasbourg          | antuka    | Alizé Cornetová        | Alla Kudrjavcevová Anastasia Rodionovová        | 3–6, 6–4, [10–7]  |
| 11. | 3. červenec 2010 | Wimbledon           | tráva     | Jaroslava Švedovová    | Jelena Vesninová Věra Zvonarevová               | 7–6(6), 6–2       |
| 12. | 13. září 2010    | US Open             | tvrdý     | Jaroslava Švedovová    | Liezel Huberová Naděžda Petrovová               | 2-6, 6-4, 7–6(4), |

### Čtyřhra - prohry (8)
| Legenda                     |
| Kategorie Tier I (1)        |
| Kategorie Tier III (3)      |
| Kategorie Tier IV (1)       |
| Kategorie Premier (1)       |
| Kategorie International (2) |

| Č. | Datum           | Turnaj            | Povrch      | Partnerka              | Vítězky                                   | Výsledek         |
| 1. | 1. říjen 2006   | Guangzhou, Čína   | tvrdý       | Jelena Kostanićová     | Sun Tchien-tchien Tching Liová            | 6-4, 2-6, 7-5    |
| 2. | 4. únor 2007    | Tokio, Japonsko   | koberec (h) | Rennae Stubbsová       | Samantha Stosurová Lisa Raymondová        | 7-6(6), 3-6, 7-5 |
| 3. | 30. září 2007   | Guangzhou, Čína   | tvrdý       | Sun Tchien-tchien      | Jen C’ Pcheng Šuaj                        | 6-3, 6-4         |
| 4. | 6. říjen 2007   | Tokio, Japonsko   | tvrdý       | Čuang Ťia-žung         | Sun Tchien-tchien Jen C’                  | 1-6, 6-2, 10-6   |
| 5. | 10. únor 2008   | Pattaya, Thajsko  | tvrdý       | Sie Šu-wej             | Čan Jung-žan Čuang Ťia-žung               | 6-4, 6-3         |
| 6. | 7. březen 2010  | Monterrey, Mexiko | tvrdý       | Anna-Lena Grönefeldová | Iveta Benešová Barbora Záhlavová-Strýcová | 3-6, 6-4, 10-8   |
| 7. | 18. duben 2010  | Charleston, USA   | antuka      | Michaëlla Krajiceková  | Liezel Huberová Naďa Petrovová            | 6-3, 6-4         |
| 8. | 19. červen 2010 | 's-Hertogenbosch  | tráva       | Jaroslava Švedovová    | Alla Kudrjavcevová Anastasia Rodionovová  | 3–6, 6–3, 10–6   |

## Pohár Federace
Vania Kingová se zúčastnila 6 zápasů ve Fed Cupu za tým Spojených států s bilancí 1-4 ve dvouhře a 3-2 ve čtyřhře.

## Postavení na žebříčku WTA na konci sezóny

### Dvouhra
| Rok    | 2004 | 2005   | 2006  | 2007   | 2008   | 2009  |
| Pořadí | 825. | ▲ 202. | ▲ 50. | ▼ 107. | ▼ 129. | ▲ 79. |

### Čtyřhra
| Rok    | 2004 | 2005   | 2006  | 2007  | 2008  | 2009  |
| Pořadí | 636. | ▲ 357. | ▲ 59. | ▲ 27. | ▼ 34. | ▲ 32. |